# Der Schüdderump
Der Schüdderump ist ein Roman von Wilhelm Raabe, der  vom Oktober 1867 bis zum Juni 1869 entstand und Ende 1869 bei Westermann in Braunschweig erschien. Der Autor erlebte acht Auflagen.
Die schöne Antonie Häußler, Enkelin eines Dorfbarbiers, will unter keinen Umständen einen Adeligen heiraten. So verweigert sich das junge Mädchen beharrlich und stirbt lieber einen langsamen Tod.

## Inhalt
Im Jahr 1850 ist Adelheid von Lauen die Herrin des Lauenhofes im Dorf Krodebeck nahe bei Quedlinburg. Herr von Lauen ist allzu früh verstorben. Er hat einen Stammhalter hinterlassen. Das ist ein Vorschulkind – der Junker Hennig von Lauen.
Ein Schüdderump, der sich vom Wald her dem Dorf nähert, jagt der alten Hanne Allmann im Siechenhaus einen Schreck ein. Der Schüdderump ist eine hölzerne Totenbahre auf Rädern, von der noch im 17. Jahrhundert Pestleichen in die Grube gekippt und geschüttet wurden. Der Fuhrmann bringt auf dem Karren die sterbende, mit schleichendem Zehrfieber in ihren Geburtsort verwiesene Marie Häußler und deren Tochter Antonie. Im Siechenhaus kümmert sich Hanne Allmann um die zwei Häußlers. Nachdem Marie gestorben ist, pflegt Hanne die kleine Antonie.
Das Kind hat einen Großvater. Das ist der Barbier Dietrich Häußler aus Krodebeck. Der hatte 1838 seine Ehefrau verlassen und Marie mitgenommen. Die Frau war ein Jahr darauf in Krodebeck gestorben. Sowohl Dietrich als auch Marie hatten später in königlich preußischen Gefängnissen gesessen.
Hanne Allmann wird im Siechenhaus gelegentlich von Jane Warwolf aus Hüttenrode aufgesucht. Die Freundin zieht trotz ihres hohen Alters mit dem schwer beladenen Tragekorb auf dem Rücken als Hausiererin voller Unrast über Land und kehrt mit klingender Münze in ihr Gebirge zurück. Jane kennt Marie und Dietrich. Nachdem Hanne 1851 stirbt, kümmert sich die Hausiererin bei Gelegenheit um Antonie.
Adelheid von Lauen nimmt Antonie Häußler auf. Auf dem Gut leben zwei ältere Herrschaften – der westfälische Chevalier Kürassierleutnant a. D. Karl Eustachius von Glaubigern und das Fräulein Adelaide Klotilde Paule von Saint-Trouin. Das Fräulein ist eines der Opfer der „abscheulichen französischen Revolution“ und wird von den Barbaren, die unterhalb des Herzynischen Waldes leben, „Frölen Trine“ genannt. Zu Lebzeiten hatte sich ihr Vater, der Graf von Pardiac, in Berlin redlich als Zeichenlehrer abgemüht. Bevor er verarmt starb, war es ihm geglückt, die Tochter in die Obhut von Hennigs Großvater zu geben. Der Chevalier ist ein verarmter Onkel Adelheids. Die Gutsherrin hört gern auf den Rat des Onkels. Von Glaubigern und das Frölen erziehen Antonie. Das Mädchen fühlt sich jedoch zu Jane hingezogen. Bei jeder sich bietenden Gelegenheit spürt es die mitunter vorbeiziehende Hausiererin mit traumwandlerischer Sicherheit auf. Antonie wächst zusammen mit dem zwei Jahre älteren Junker Hennig auf. Der Junge geht schließlich auf das Halberstädter Gymnasium, studiert später in Berlin Landwirtschaft und übernimmt nach dem viel zu frühen Tode der Mutter den Lauenhof. Alles, was der Junker Hennig auf seinem Hofe anpackt, gelingt.
1861 kommt der skrupellose Barbier Dietrich Häußler, der „Hauptlump“, über Alexisbad und Wernigerode als steinreicher Edler von Haußenbleib, als Kaufmann und Spekulant, aus Wien und holt seine schöne Enkelin Antonie. Die Bewohner des Lauenhofes und Jane sehen wie gelähmt tatenlos zu.
Jahre später reist Hennig nach Wien, steigt im National-Gasthof, Zimmer 38, ab und dringt zu Antonie in der Vorstadt Mariahilf in die Laimgruben vor. Das Mädchen ist erkrankt. Der Großvater hält sich geschäftlich in Verona auf. In seinem Auftrag bespitzelt die schöne Kammerjungfer Toinette derweil „das sentimentale Gänschen“. Die tapfere Antonie, die sich nicht mit der feinen Wiener Gesellschaft arrangiert hat, will sterben wie ihre Mutter Marie gestorben ist: gejagt und ohne Heimat. Das Mädchen gibt dem Chevalier und dem Frölen die Schuld. Wäre es von denen nicht erzogen worden, hätte es vielleicht eine Magd werden können und alles wäre gut geworden. Doch Antonie bleibt dabei. Sie sagt zu Hennig: „Ich will dich nicht wiedersehen!“ Der Junker möchte das nicht wahrhaben und teilt dem Chevalier doch die Wahrheit  mit. Der Leutnant a. D. hatte bisher von Antonie nur Briefe mit rosaroten Lügenmärchen darin erhalten. Der Greis rappelt sich auf und reist in die Donaumetropole.
Schon seit längerer Zeit will der Großvater seines ökonomischen Vorteils wegen die Enkelin mit dem 35-jährigen Geschäftsfreund Graf Basilides von Conexionsky verkuppeln. Von Conexionsky will das Mädchen „mit ihren Kinderaugen, in ihrem weißen Kleidchen“ haben. Antonie hat sich bisher erfolgreich gegen die Annäherung gewehrt. Nun unternehmen die beiden Geschäftsmänner von Venedig aus einen neuen Versuch. Sie reisen zu der sterbenden Braut. Daheim treffen die zwei „norddeutschen Krautjunker“ aus Krodebeck und der Wiener Adel aufeinander. Als der Kürassierleutnant frontal angreift, sieht der geadelte Barbier zum ersten Mal im Roman dumm aus. Von Conexionsky wird bewusst, er hätte fast eine Sterbende geehelicht und macht sich davon. Der Chevalier setzt ein Gespräch unter vier Augen mit Antonie durch. Darin erkennt der alte Mann, die Sterbende liebt Hennig, diesen „törichten, nichtigen Knaben“. Gleichzeitig erfährt der Chevalier, Hennig will Antonie aus Mitleid nach dem Lauenhof führen.
Das Mädchen stirbt und wird im Beisein der beiden Krodebecker in Wien begraben. Auf der Heimreise verliert der Chevalier den Verstand. Junker Hennig – wieder daheim auf seinem Gut – fühlt sich wohl. Jane, auf dem Lauenhof endlich doch noch sesshaft geworden, kümmert sich um den Chevalier und das Frölen.

## Zitate
- „Wasser und Erde, daraus entstehen alle Dinge, und alle Dinge haben darin ihr Ende.“[7]
- „Es werden jedermann zu seiner Zeit die Koffer gepackt.“[8]
- „Sackerment, ein Hundeleben und ein Hundetod, und das letzte ist das Beste; – Glück auf!“[9]
- „Wahrlich, es ist niemand verpflichtet, seinen Lebenstag dem des andern unterzuordnen.“[10]
- „In der Gnade [Gottes] waren wir alle einmal, wenn wir nur immer an den dunkelen Tagen daran denken könnten.“[11]
- „Wer das Gute genossen hat, muß auch das andere mit in den Kauf nehmen.“[12]

## Form
Der Roman besteht aus 36 Kapiteln und ist dreigeteilt. In der Klingenberg-Ausgabe beginnt der 2. Teil mit dem 13. Kapitel und der 3. Teil mit dem 25. Kapitel. Am Ende des Romans gibt sich der Erzähler als Autor des „Hungerpastors“ und des „Abu Telfan“ zu erkennen.
Der Leser ist an einen Erzähler „mit einer umfangreichen Erfahrung“ geraten und will über die ganze Lektüre hinweg erfahren, was denn der Barbier und seine Tochter Marie verbrochen haben. Es scheint so, als wüssten zumindest das Frölen, die Gutsherrin Adelheid und auch Jane genau Bescheid. Nur der geplagte Leser bleibt uneingeweiht. Was Wunder, ist doch dem Erzähler nichts am Beifall des Lesers gelegen.
Dabei gibt der Erzähler großzügig am Romananfang das Ende seiner „trüben Geschichte“ preis: Zu Dietrich Häußlers erstem Auftritt nennt er diesen den eigentlichen Helden „und Triumphator dieser Geschichte“. In der Romanmitte plaudert der Erzähler, als von der kleinen Antonie im Siechenhaus die Rede ist, aus, in Wien wird einmal jemand in einem „modernen, weißen, silberbeschlagenen zierlichen Sarg“ liegen.
Weit ausführlicher als von der Protagonistin Antonie ist von den Figuren in deren Krodebecker Umfeld die Rede. Zum Beispiel malt Raabe  mit der Adelheid und der Jane zwei einprägsame Bilder vom arbeitenden Menschen. Auch bei der genauen Zeichnung des Chevaliers und des Frölens nimmt der Autor diesen und jenen Aspekt der Tiefenpsychologie vorweg.

## Selbstzeugnisse
- Am 6. Juni 1870: „Lieber Gott ja, den ‚Schüdderump‘ habe ich geschrieben, aber ich will es ganz gewiß nicht wieder tun.“[19]
- Raabes Antwort am 18. November 1874 an Wilhelm Jensen (siehe unter „Rezeption“ unten): „Der ‚Schüdderump‘ ist mein Buch und nicht etwa eine Folge der Lektüre von der ‚Welt als Wille und Vorstellung‘“.
- Am 19. Juli 1894 antwortet Raabe dem Historiker Leonhard Korth zu dem Pessimismus-Vorwurf, er habe „die Unverwüstlichkeit der Welt und des Menschendaseins auf Erden zur Darstellung gebracht.“[20]
- 1894 anlässlich der 2. Aufl.: „Er [Der Schüdderump] aber rollt weiter durch die Welt... Diese Räder lassen sich nicht aufhalten.“[21]

## Rezeption
- Adolf Kröner aus Stuttgart lehnt den Roman am 28. Juni 1869 wegen seiner „so tief tragischen, düsteren Grundstimmung“[22] ab.
- Wilhelm Jensen sieht am 18. Juni 1870 in der „Nationalzeitung“ einige Gedanken in dem Roman „als epische Gestaltungen der Reflexionen Schopenhauers“ an.[23]
- 1871 wird der Roman in der „Leipziger Illustrierten Zeitung“ als „eins der originellsten und ergreifendsten Bücher des Verfassers“ gelobt.[24]
- Anlässlich der 2. Aufl. rät ein gewisser O.K. anno 1895 in der „Allgemeinen konservativen Monatsschrift“, „dieses Buch beiseite zu schieben“ und begründet: „Ich kenne kein Raabesches Buch, das einen so unerfreulichen und unbefriedigenden Eindruck hinterläßt.“[25]
- Fuld[26] zitiert Adornos „Minima Moralia“: Antonie überführe „den Gegner der Unwahrheit“.
- Oppermann[27] hebt den Handlungsreichtum des linear strukturierten Romans mit einem auktorialen Erzähler hervor.
- Fuld[28] stellt die gegenüber dem Romanvorgänger „Abu Telfan“ straffere Handlung heraus und nennt eine Ursache. Raabe habe den „Schüdderump“ ohne Unterbrechung durch Nebenarbeit geschrieben. Erzählt werde „vom Sieg des Pöbels“,[A 6] dem „nichts heilig und alles käuflich“[29] sei. Fuld hält den Roman für gelungen, auch weil Raabe darin keine Konzession an den Geschmack des Lesers mache.[30]
- Goldammer und Richter[31] sehen den Text als „Kritik der deutschen Innerlichkeit“. Ganz besonders im „Schüdderump“ überzeuge Raabe, wenn er Atmosphäre erzeuge. „Lebensecht“ werde die „seltsame Erziehergemeinschaft“ des jungen Mädchens, bestehend aus solchen widersprüchlichen Charakteren wie Jane, dem Frölen und dem Chevalier dargestellt und mit „Welt und Menschheit umgreifendem Humanismus“ entwickelt. Der „Schüdderump“ sei Symbol für die Vergänglichkeit alles Irdischen.
- Weiter führende Arbeiten nennen Fuld[32] (Leo A. Lensing (1980)) und Oppermann[33] (Johannes Klein (1965) und Friedrich Neumann (1953)). Meyen[34] listet 43 Besprechungen aus den Jahren 1870 bis 1968 auf.

## Ausgaben

### Verwendete Ausgabe
- Der Schüdderump S. 373–737 in: Peter Goldammer (Hrsg.), Helmut Richter (Hrsg.): Wilhelm Raabe. Ausgewählte Werke in sechs Bänden. Band 4: Abu Telfan. Der Schüdderump. 799 Seiten. Aufbau-Verlag Berlin und Weimar 1964 (Textgrundlage: Karl Hoppe (Hrsg.): die historisch-kritische Braunschweiger Ausgabe)

### Weitere Ausgaben
- Karl Hoppe (Hrsg.): Wilhelm Raabe: Der Schüdderump. Roman Vandenhoeck & Ruprecht, Göttingen 1972 (3. Aufl.), ISBN 3-525-20102-8, Wilhelm Raabe. Sämtliche Werke. Braunschweiger Ausgabe, Bd. 8 (24 Bde.)
- Anneliese Klingenberg (Hrsg.): Raabes Werke in fünf Bänden. Vierter Band. Der Schüdderump. 405 Seiten. Aufbau-Verlag Berlin und Weimar 1972
- Meyen[35] nennt zehn Ausgaben.